# 認知カウンセリング
認知カウンセリング（にんちカウンセリング、英: Cognitive Counseling）は、学習や理解といった認知的な問題を抱える人に対して個別の面談や指導を行い、認知心理学と教育実践を結びつけようとする活動。認知心理学や教育心理学の研究者・学生の実践活動として、児童生徒に対する教科学習支援を中心に行われている。

## 概要
認知心理学の理論や知見は、近年の教育心理学の基礎となっているが、現実の教育実践の改善に結びついていないのではないかという批判が長くなされてきた。その中で、臨床心理学や医学をモデルに、研究者が何らかの実践的基盤をもつべきではないかという趣旨から、認知カウンセリングが提唱された。　具体的な活動として、1989年に東京工業大学において地域の児童生徒に対する個別学習相談が実施され、その後東京大学教育学部に移設された。現在は、他大学や教育センターなどでも実施しているところがある。研究者・学生や学校教員によるケース検討会が行われ、指導方法の開発や基礎研究としての発展が目指されている。
- 認知心理学の情報処理モデルに立脚することと、心理カウンセリングの「共感、傾聴、自立支援」といったコンセプトを重視することが方法的な特徴とされる。具体的な技法として、自己診断、診断的質問、仮想的教示、図式的説明、比喩的説明、教訓帰納などが提案されている。[2]

- 相談に来た学習者（クライエント）がわからないことを、カウンセラーがわかりやすく教えるというだけでなく、自立支援の観点から、家庭学習を含めた学習のしかたの改善を図ることを大きな目標にしている。自分自身の理解状態や学習方略を見つめ直すようなメタ認知の育成を促進することが指導上重視される。[3]

- 基礎研究として展開されたものに、学習動機や学習観の分析、算数・数学の構成要素を測定するテスト（COMPASS）の開発などがある。また、認知カウンセリングの趣旨から集団での授業実践への提案として、認知心理学を直接子どもたちに教えて学習方法の改善に生かす「学習法講座」、教師からの教授と児童生徒の問題解決活動を組み合わせた「教えて考えさせる授業」などがある。[4]